# Reparatív terápia
A reparatív terápia (ritkábban: konverziós terápia) olyan áltudományos beavatkozás a pszichológiai, valamint pszichiátriai munkában, amely célja a kliens/páciens károsnak ítélt szexuális viselkedésének, vágyainak, szexuális identitásának, szexuális irányultságának és nemi identitásának megváltoztatása, leginkább a homoszexuális irányultság heteroszexuálissá vagy a transzneműség ciszneművé változtatása érdekében. Jelenleg nem áll rendelkezésre meggyőző tudományos bizonyíték az ilyen jellegű beavatkozások hatékonyságára, azonban folyamatosan gyűlnek a bizonyítékok a megközelítés kockázataira, veszélyességére. Racionális, hiteles érvekkel egyértelműen megkérdőjelezhető.
A szexuális irányultság és a nemi identitás minden emberben összetett folyamatok révén, magától, természetes módon alakul ki. Kívülről nem befolyásolható és nem változtatható meg. Nem döntés vagy választás kérdése.
Joseph Nicolosi és Gabriele Kuby neve a legismertebb a témával foglalkozó külföldi könyvek szerzőiként, itthon pedig Szilvay Gergely a Mandiner nevű konzervatív hírportál munkatársa írt róla több művet is.
Mindazonáltal a reparatív terápiás irányzat képviselői gyakran hivatkoznak javarészt anekdotisztikus bizonyítékokra, főleg az ex-gay mozgalomból érkező áltudományos beszámolókat véve alapul. Ezekben a közös, hogy általában nem felelnek meg alapvető tudományos követelményeknek, és amennyiben hosszmetszeti adatokat bemutatnak, többnyire azokban is egyedül a kliens önbeszámolóját veszik alapul. Különösen nehéz a megközelítés hatékonyságának igazolása amiatt, hogy az emberi szexualitás komplex konstruktumát nem lehetséges ökológiailag valid, ugyanakkor objektív mérőeszközökkel vizsgálni.

## Története
Azóta, hogy a 19. század orvosi-pszichiátriai fordulatával, illetve a 20. század elején a pszichoanalízis elterjedésével a homoszexualitás a pszichológiai gondolkodás, terápiás és tudományos munka fókuszába került, rengeteg különböző módszert dolgoztak ki a homoszexuális szexuális orientáció megváltoztatására. Mindezek kiindulópontja az volt, hogy a homoszexualitás egy patológiás fejlődési út eredménye. Ez a tézis a kor kulturális és társadalmi értékrendjéből és gondolkodásmódjából fakadóan arra épült, hogy a homoszexualitás tulajdonképpen egy betegség, pszichopatológia, amely gyógyítása a pszichológia és a pszichiátria feladata. Erre építve egészen változatos módszertant dolgoztak ki szakemberek a tudomány története során:
- Lobotómia, leukotómia (a prefrontális cortex sebészeti roncsolása, a prefontális cortex és a többi agyterület közti kapcsolatok “átvágása”)
- Averziós terápiák (a homoszexuális ingerek – pl. pornográf képek – elektrosokkal, hányást előidéző szereken keresztül rosszulléttel való összekapcsolása)
- Kémiai kasztrálás, hormonterápiák (céljuk általában a libidó csökkentése, pl. ösztrogén adásával homoszexuális férfiaknak)
- Hereműtétek (“egészséges” heteroszexuális férfi heréjének beültetése a homoszexuális férfi testébe)
- Speciális pszichoterápiák, melyek a túlvédő anya és a rideg apa hipotézisre építettek

A megközelítés utóbbi évtizedekben tapasztalható marginalizálódása, illetve a pszichológiai munka etikai alapkövetelményeinek szigorodásával a fentebb felsorolt módszerek helyét átvették a beszélgetés-alapú terápiás beavatkozások, tréningek és spirituális/vallási intervenciók, melyek közül a legismertebb irányzat Joseph Nicolosi nevéhez fűződik.
Az Európai Unió sürgeti minden tagállamát, hogy tiltsák be az ilyen átnevelő terápiákat. Az erre vonatkozó indítványt az Európai Parlamentben 2018. március elején, az alapvető jogok európai uniós helyzetéről tartott megbeszéléseken nagy többségben megszavazták. (435 igen, 109 nem és 70 tartózkodás)

## Fordítás
- Ez a szócikk részben vagy egészben  a   Conversion therapy című angol Wikipédia-szócikk ezen változatának fordításán alapul.  Az eredeti cikk szerkesztőit annak laptörténete sorolja fel. Ez a jelzés csupán a megfogalmazás eredetét és a szerzői jogokat jelzi, nem szolgál a cikkben szereplő információk forrásmegjelöléseként.